# Založba Forum Media
Forum Media je podjetje, ki se ukvarja z izdajanjem strokovne literature za podjetja in končne uporabnike. Sedež založbe je na Prešernovi ulici 1 v Mariboru. Podjetje je bilo ustanovljeno leta 2004 kot hčerinska družba nemške založbe Forum Media Group, ki je eno izmed 500 najhitreje rastočih podjetij v Evropski uniji.

## O Forum Media
Forum Media se ukvarja z izdajanjem strokovnih publikacij na kadrovskem, finančnem in gospodarskem področju. Prav tako nudi produkte v zvezi z varnostjo in zdravjem pri delu ter okoljevarstvom, aktivna pa je tudi na številnih drugih strokovnih področjih.
Glavni produkt so portali, ki se posodabljajo z aktualnimi informacijami iz prakse na osnovi zakonodajnih in drugih pomembnih sprememb.
Podjetje pa pripravlja tudi e-produkte, kot so: e-knjige, e-seminarji in drugi digitalni produkti.

## Forum Akademija
V septembru 2010 je Forum Media dejavnost izobraževanja prenesla na ločeno blagovno znamko Forum Akademija.
Forum Akademija je prevzela organizacijo strokovnih seminarjev z vseh strokovnih področij, ki jih je prej pokrivala Forum Media.

## Nagrade
Leta 2008 je Forum Media bila finalist izbora Zlata nit 2007, ki podeljuje nagrade najboljšim delodajalcem.